# Renault 14
Renault 14 – model kompaktowego samochodu osobowego produkowanego przez francuską firmę Renault w latach 1976–1983.

## Historia i opis modelu
Renault 14 został stworzony jako odpowiedź koncernu na pojawienie się nowego segmentu małych, przednionapędowych samochodów rodzinnych zapoczątkowanego przez Volkswagena Golfa. Początkowo model 14 dostępny był w dwóch opcjach wyposażenia, L oraz TL, do napędu służyła jednostka SOHC o pojemności 1,2 l zapożyczona od Peugeota; w późniejszym czasie można było wybrać motor o pojemności 1,4 l generujący w zależności od wersji moc 60 KM (R14 GTL) lub 70 KM (R14 TS). Stylistyka samochodu została zaplanowana z naciskiem na przestronność wnętrza, tylna kanapa może być składana lub całkowicie zdemontowana.
Model 14 nie odniósł sukcesu komercyjnego do czego przyczyniła się nieudana kampania promocyjna, w której sugerowano podobieństwo Renault 14 do soczystej gruszki (we Francji prowincjonalnej mianem „gruszek” określa się lokalnych notabli, „jabłkami” nazywa się zaś osoby niezamożne). Zbyt wyraźna aluzja społeczna nie spodobała się jednak klientom.
Następcy, 9 i 11, zadebiutowali odpowiednio w latach 1982 oraz 1983.

### Kalendarium
- 1976 – Początek produkcji R14 (L oraz TL), dostępny wyłącznie z silnikiem 1,2 l.
- 1979 – Dodanie do wariantów wyposażenia opcji TS. Modyfikacja wcześniejszych opcji.
- 1980 – Nowy silnik 1,4 l montowany w wersjach R14 TS oraz nowej LS.
- 1982 – Wersja GTL otrzymuje nowy silnik 1,4 l (inny od tego znanego z wersji TS oraz LS).
- 1983 – Koniec produkcji, zastąpienie przez Renault 9/11.

## Dane techniczne
| Wersja  | Silnik:                                         | Producent: | Śr. × skok tłoka: | Stopień sprężania: | Moc maks.:                         | Maks. moment obrotowy      | V-max:   |
| ------- | ----------------------------------------------- | ---------- | ----------------- | ------------------ | ---------------------------------- | -------------------------- | -------- |
| 1.2 GTL | R4 1,2 l (1218 cm³), 2 zawory na cylinder, SOHC | Renault    | 75,00 × 69,00 mm  | 9,30:1             | 59 KM (43,3 kW) przy 5500 obr./min | 92 N·m przy 3000 obr./min  | b.d.     |
| 1.2 TS  | R4 1,2 l (1218 cm³), 2 zawory na cylinder, SOHC | Renault    | 75,00 × 69,00 mm  | 9,30:1             | 69 KM (50,7 kW) przy 6000 obr./min | 96 N·m przy 3000 obr./min  | 155 km/h |
| 1.4 GTL | R4 1,4 l (1360 cm³), 2 zawory na cylinder, SOHC | Peugeot    | 75,00 × 77,00 mm  | 9,30:1             | 71 KM (52,2 kW) przy 6000 obr./min | 106 N·m przy 3000 obr./min | b.d.     |

## Galeria

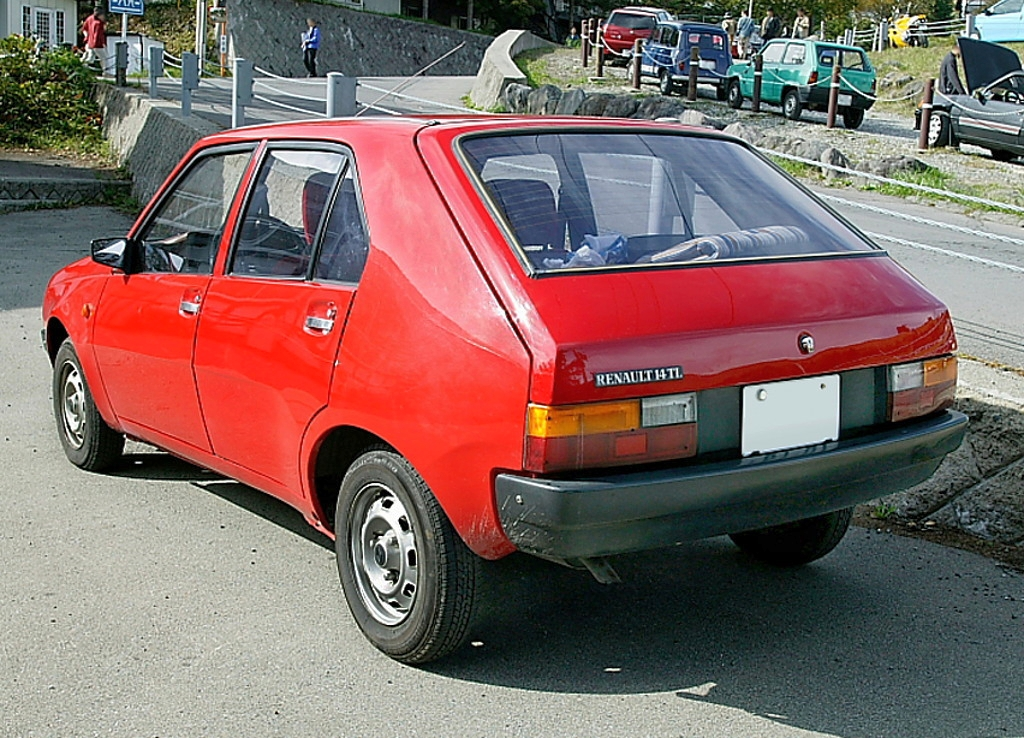
Renault 14 – tył pojazdu
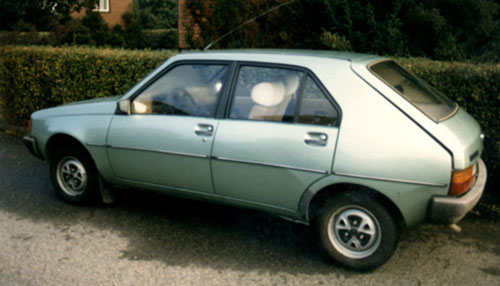
Renault 14
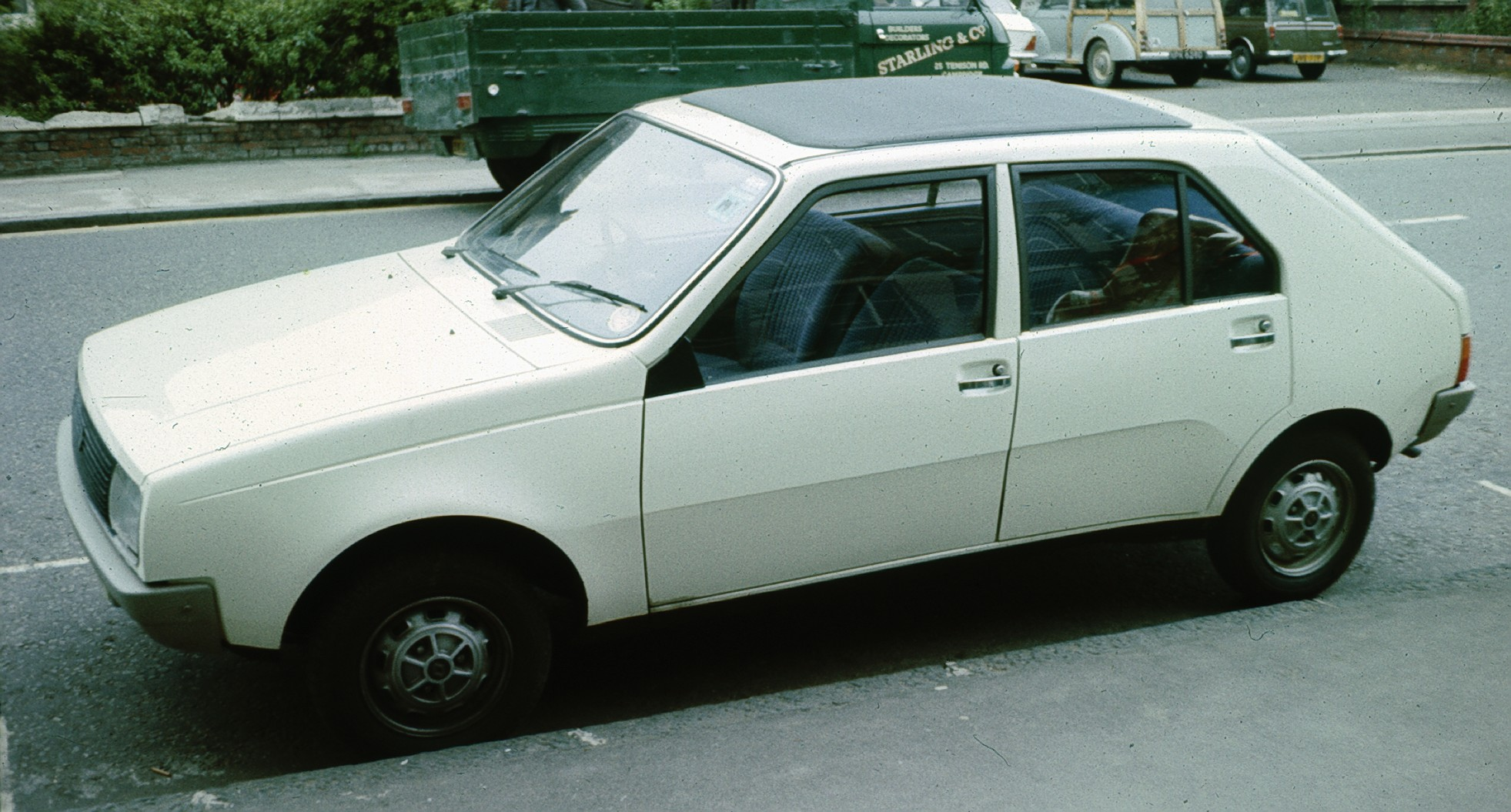
Renault 14
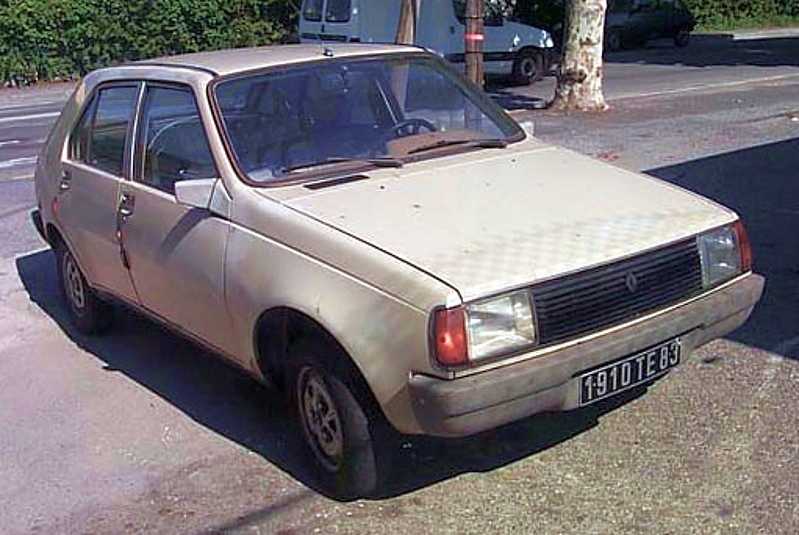
Renault 14